# Manuscrit d'escorça de bedoll 292
El manuscrit d'escorça de bedoll número 292 és el text més antic conegut que es va escriure en una llengua baltofinesa. Es tracta d'una de les cartes de Novgorod. El text es va escriure a mitjan segle xiii. El document va ser descobert per científics soviètics el 1957 sota la direcció d’Artemi Artsihovsky a la banda occidental de Novgorod a l'excavació arqueològica de Nerevsk. L'edat de l'escriptura s'ha determinat estratigràficament i dendrocronològicament sobre la base del seu estrat de descobriment per ser dels anys entre 1240 i 1260. El manuscrit es conserva al Novgorod State United Museum. Alguns investigadors consideren que l'escriptura és en livvi-carelià, però amb les branques diferents de la llengua baltofinesa tot just formant-se, es pot argumentar que la llengua és difícil de compartimentar.

## Transcripció

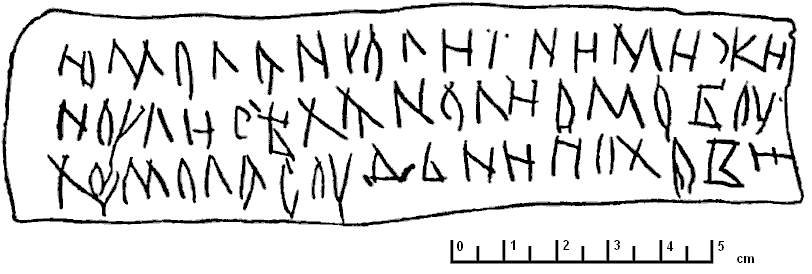
Transcripció del manuscrit d'escorça de bedoll 292

El text va ser escrit en l'alfabet ciríl·lic. Una part de les lletres de la tercera línia són poc clares i deixen marge a la interpretació.
юмолануолиїнимижи
ноулисѣханолиомобоу
юмоласоудьнииохови
Una transliteració a l'alfabet llatí:
jumolanuoliïnimiži
noulisehanoliomobou
jumolasoud'niiohovi

## Context cultural i lingüístic
La majoria de les cartes de Novgorod van ser esrites en el dialecte eslau de Novgorod i només alguns en antic eslau. Això no obstant, hi ha alguns documents als quals s'han identificat llengües no eslaus: el baltofinès, el llatí i el grec. El manuscrit d'escorça de bedoll número 292 és excepcional perquè va ser el primer cop que un escriptor va fer servir completament o predominantment el baltofinès. En conseqüència, es tracta d'un document d'especial interès pels investigadors de la lingüística històrica pel fet que les llengües baltofineses van ser escassament atestades fins al segle XVI.
No obstant això, el document presenta una serie de problemes que dificulten la seva interpretació. Mentre que la lectura de les aproximadament cinquanta lletres varia en la seva lectura només en alguns pocs detalls, la identificació de les paraules i les interpretacions mostren una variació considerable. No se sap res sobre l'escriptor, de manera que només es pot especular si es tractava d'una persona que dominava la llengua en qüestió o d'un escriba eslau. Es pensa que la manera d'escriure és més aviat maldestra, si es considera la forma de les lletres.
En general, els investigadors intenten aclarir les circumstàncies culturals de la creació del document per entendre el significat del missatge, així que els arguments lingüístics es combinen amb el coneixement folklòric. En qualsevol cas, no hi ha consens sobre el significat del text i les interpretacions continuen sent poc conclusius.

## Interpretacions i anàlisis destacables
El missatge d’aquesta carta està obert a la interpretació tant per l’ambigüitat parcial dels signes com per la llengua pròpia. Per exemple, l'espaiat de paraules no està marcat. Alguns estudiosos coincideixen en la interpretació del text en què el text comença amb les paraules "fletxa de déu" o "fletxa déu". Les paraules "fletxa" i "déu" s'interpreten repetidament al text. Basat en això, el text es considera un encanteri relacionat amb el tro. No es constata que la "fletxa de Déu" apareix paraula en paraula en el folklore posterior, però el llamp i la pedra de llamp han estat considerats en qualsevol cas fletxes del déu del tro. En altres parts, el text ha estat interpretat de manera diferent per diferents estudiosos. També s'ha suggerit que el text podria ser un poema de la mida de Kalevala amb cada vers escrit en la seva pròpia línia.

### Per Yuri Yeliseyev
La transliteració a l'alfabet llatí per Yuri Yeliseyev el 1959:
jumolanuoli ï nimizi
nouli se han oli omo bou
jumola soud'ni iohovi
La seva interpretació en finès:
Jumalannuoli, kymmenen [on] nimesi
Tämä nuoli on Jumalan oma
Tuomion-Jumala johtaa.
Això significa aproximadament el següent en català:
Fletxa de déu, deu [és] el teu nom
Aquesta fletxa és de déu
El Déu del fat condueix.
Yeliseyev creu que es tracti d'una invocació contra llamps, evidenciat per l'ús de la construcció "deu [és] el teu nom". Segons algunes creences supersticioses, el coneixement del nom dona poders màgics a l'ésser humà sobre un objecte o un fenomen.

### Per Martti Haavio
Atès que l'espaiat no està marcat en l'ortografia, el text pot ser transcrit en paraules de maneres diferents. Martti Haavio dona una interpretació del text al seu article de l'any 1964 i suggereix que es tracti d'alguna mena de jurament:
jumolan nuoli inimizi
nouli sekä n[u]oli omo bou
jumola soud'nii okovy
En finès:
Jumalan nuoli, ihmisen
nuoli sekä nuoli oma.
Tuomion jumalan kahlittavaksi.
En català:
Fletxa de déu, de l'ésser humà
la fletxa com també la fletxa seva.
Per ser encadenats pel Déu del fat.
Martti Haavio pensa que el text del manuscrit sigui un conjur que va ser escrit per enfortir un jurament. Segons aquesta interpretació, es jura per la flexta de déu, és a dir, pel llamp que és temut per l'ésser humà. En moltes cultures, s'ha cregut que el llamp és l'aplicació de la justícia de déu i que s'adreçava a perjurs i altres defraudadors. En conseqüència, si la persona que jura no complís amb les seves paraules, déu la jutjaria.

### Per Yevgeny Khelimsky
El profesor Yevgeny Khelimsky critica la interpretació de Haavio a la seva obra de l'any 1986 i dona una altra interpretació científica coneguda, proposant, com ho fa també Yeliseyev, que el text sigui una invocació:
Jumalan nuoli 10 nimezi
Nuoli säihä nuoli ambu
Jumala suduni ohjavi (johavi?)
Una traducció al finès d'aquesta interpretació:
Jumalan nuoli 10 nimesi
Nuoli säihkyvä nuoli ampuu
Suuto-Jumala (Syyttö-Jumala)† ohjaa (johtaa?)
Això significa aproximadament el següent en català:
Fletxa de déu, deu és el teu nom (són els teus noms)
Fletxa espurnejant, fletxa dispara
El Déu del fat guia/dirigeix (lidera/governa?).
†Syyttö-Jumala podria significar també "déu acusador"; en finès syyttää = acusar o culpar.

### Per Willem Vermeer
Vermeer no proposa una interpretació única del text, atès que no compta amb un coneixement ample pel que fa a les llengües baltofineses. En canvi, analitza extensament els problemes paleogràfics quant a les interpretacions tradicionals. Així, doncs, destaquen les incoherències ortogràfiques de les interpretacions, que no han pogut ser conclusivament demostrades en les altres cartes per una analísi paleogràfica, com ara l'ús del grafema ï com a nombre. Vermeer mostra que els errors ortogràfics que se suposen en algunes paraules no corresponen conclusivament amb el coneixement sobre la fonologia de les llengües baltofineses. Una altra incongruència formal és la suposada barreja amb un nucli eslau en la tercera línia, atès que altres lectures basades en el lexic baltofinès són possibles. Aquesta anàlisi va ser comentat críticament per Winkler, qui afirma que es pugui explicar les incoherències per la tradició ortogràfica i la fonètica de la llengua materna d'un escriptor que només va anotar una llengua que no dominava. Com que es tractava d'un escriba eslau, no es pot esperar que podria haver anotat amb precisió la llengua baltofinesa.

### Per Johanna Laakso
Laakso qüestiona que la llengua emprada sigui precisament el livvi-carelià, cosa que havia també estat proposada per Vermeer per qüestions paleogràfiques. La seva analísi dialectològica demostra les dificultats de les interpretacions establertes. La informació fonètica de la llengua baltofinesa emprada als manuscrits d'escorça de bedoll número 292 i 403 és poc fiable, mentre que el coneixement sobre la seva sintaxi és molt dubtós per les interpretacions especulatives.